# 巻波 (駆逐艦)
巻波（まきなみ）は、日本海軍の駆逐艦。夕雲型駆逐艦（一等駆逐艦）の5番艦である。艦名は砕波の一種に由来し、海上自衛隊の護衛艦2隻（初代まきなみ、2代まきなみ）に引き継がれた。

## 概要
日本海軍が舞鶴海軍工廠で1941年（昭和16年）4月から1942年（昭和17年）8月にかけて建造した夕雲型駆逐艦。8月31日、姉妹艦「長波」と共に新編の第31駆逐隊に所属した。
第31駆逐隊は第二水雷戦隊に所属してトラック泊地に進出する。ガダルカナル島攻防戦にともなう同年10月中旬のヘンダーソン基地艦砲射撃に従事。続いて10月26日の南太平洋海戦に参加。11月上旬よりガダルカナル島やニュージョージア諸島への輸送作戦（鼠輸送）に従事した。11月中旬の第三次ソロモン海戦では輸送船団を護衛、将兵多数を救助した。11月30日、第31駆逐隊はルンガ沖夜戦に参加、戦果を挙げるも同夜戦で「高波」を喪失した。
1943年（昭和18年）2月1日、「巻波」は外南洋部隊増援部隊旗艦としてガダルカナル島撤収作戦に参加するが、空襲で損傷する。第三水雷戦隊旗艦を駆逐艦「白雪」に引き継ぎ、駆逐艦「文月」に曳航されて避退した。
ラバウルで応急修理後、3月はトラック泊地で応急修理をおこなう。4月下旬、給糧艦「間宮」他を護衛して内地に帰投した。駆逐艦複数隻と共に、舞鶴海軍工廠で修理を実施した。同時期の「巻波」駆逐艦長人見豊治中佐は「不知火」および「初春」駆逐艦長を兼務した。
同年9月15日、「巻波」の修理完成。上海～トラック泊地～ラバウル間の輸送船団を護衛し（丁二号輸送部隊）、10月中旬トラック泊地に戻った。以後、第二水雷戦隊各隊・各艦と行動を共にする。
11月上旬、ブーゲンビル島の戦いにともない「巻波」はラバウルに進出、ブーゲンビル島周辺の輸送作戦に従事した。11月11日、ラバウル空襲により僚艦「長波」が大破したので、「巻波」が救援を行った。ブカ島への輸送作戦従事中の11月25日、日本軍の駆逐艦5隻は輸送任務を帯びてブカ島へむかうが、ニューブリテン島南端沖でアーレイ・バーク大佐指揮下の米軍駆逐艦5隻に襲撃される。日本側3隻（大波、巻波、夕霧）は一方的に撃沈された（セント・ジョージ岬沖海戦）。

## 艦歴

### 竣工まで
1939年度（④計画）仮称第120号艦として、舞鶴海軍工廠で建造。
1941年（昭和16年）10月25日、「巻波」の艦名が与えられる。同日付で夕雲型に類別された。
12月27日、「巻波」は進水した。同日付で舞鶴鎮守府籍となる。
1942年（昭和17年）6月30日、日本海軍は人見豊治中佐 を巻波艤装員長に任命する。
同日付で艤装員事務所を設置した。
7月15日、「巻波」は予行運転中に機関故障を起こし、竣工予定を延期した。8月18日、竣工する。艤装員事務所を撤去した。同日付で人見艤装員長は巻波駆逐艦長（初代）となる。「巻波」は警備駆逐艦に指定された。8月20日、「巻波」は舞鶴を出撃した。呉に立ち寄り、つづいて横須賀へ移動する。
だが第二航空戦隊（飛鷹、隼鷹）の指揮を受けるように連合艦隊から下令があり、8月31日呉に到着した。

### 昭和17年の行動
1942年（昭和17年）8月31日、日本海軍は「長波」と「巻波」により第31駆逐隊を編制した。初代駆逐隊司令に清水利夫大佐（当時、第21駆逐隊司令） を任命する。司令駆逐艦は「巻波」となった。第31駆逐隊は第二水雷戦隊に編入された。
さらに金剛型戦艦（金剛、榛名）と第31駆逐隊（巻波、長波）で前進部隊の待機部隊を編成、内海西部で訓練を実施した。
9月6日、第三戦隊司令官栗田健男中将 指揮のもと戦艦「金剛」（第三戦隊旗艦） と「榛名」、第31駆逐隊は豊後水道を出撃した。9月10日にトラック諸島に到着した。戦艦「大和」所在の連合艦隊司令部で打ち合わせを行い、並行して補給を受ける。前進部隊本隊に編入後、9月11日にトラック泊地を出撃する。
第二艦隊を基軸とする前進部隊（指揮官近藤信竹第二艦隊司令長官）に合流した。
9月中旬の日本陸軍ガ島総攻撃は失敗（血染めの丘の戦い）、日本海軍各艦隊はトラック泊地にもどった。第31駆逐隊はトラック泊地での警戒任務につく。9月29日、第五戦隊の重巡洋艦「羽黒」が修理のため佐世保に戻ることになり、「巻波」がトラック泊地近海まで護衛した。
10月1日、第31駆逐隊に夕雲型6番艦「高波」が編入され、3隻編制（長波、巻波、高波）となる。清水司令は司令駆逐艦を「高波」に指定した。
10月11日、前進部隊（第二艦隊）はトラックを出撃する。第二水雷戦隊司令官田中頼三少将 が指揮する第二水雷戦隊（軽巡「五十鈴」〈二水戦旗艦〉、第15駆逐隊〈親潮、黒潮、早潮〉、第24駆逐隊〈海風、江風、涼風〉、第31駆逐隊〈高波、巻波、長波〉）は、ガダルカナル島ヘンダーソン飛行場に対し艦砲射撃を実施予定の第三戦隊（金剛、榛名）を護衛する挺身攻撃隊（指揮官・栗田健男第三戦隊司令官）としてトラック泊地を出撃した。
応援の第19駆逐隊（哨戒任務）と共に、10月14日のヘンダーソン飛行場砲撃（ヘンダーソン基地艦砲射撃） を援護した後、前進部隊（第二艦隊）に合流する。この艦砲射撃で、二水戦は米軍の魚雷艇部隊を撃退した。
ヘンダーソン飛行場は損害を受けたが、10月15日には一部が復旧して飛行機が発進した。米軍機はガ島揚陸中の日本軍輸送船団に空襲を加え、輸送船3隻が炎上した
輸送船団の苦戦を知った連合艦隊は、前進部隊の重巡「妙高」 と重巡「摩耶」 に飛行場砲撃を命じ、これを二水戦（五十鈴、高波、巻波、長波）が護衛する。同日夜、5隻は艦砲射撃を敢行した。発射弾数は妙高476発、摩耶450発、第31駆逐隊253発と記録されている。
戦場を離脱後、第二水雷戦戦は10月17日夜に前進部隊および南雲機動部隊と合流し、補給を行いつつ敵を求めて進撃を続けた。
10月26日の南太平洋海戦における第二水雷戦隊は、前進部隊（支援部隊）に所属してアメリカ軍機動部隊と交戦した。10月30日、二水戦はトラックへ帰投した。
11月3日、「巻波」を含め支援部隊の一部は外南洋部隊（指揮官三川軍一第八艦隊司令長官）に編入され、トラックを出撃してショートランドに向かう。
11月5日、ショートランド泊地において外南洋部隊増援部隊指揮官の職務は、第三水雷戦隊司令官・橋本信太郎少将から第二水雷戦隊司令官・田中頼三少将に引き継がれた。ガダルカナル島への鼠輸送に従事していた第三水雷戦隊は、トラック泊地へ戻る。これ以降、ガ島への駆逐艦輸送作戦は田中少将が指揮することになった。
11月6日深夜、第15駆逐隊司令佐藤寅治郎大佐指揮下の甲増援隊はショートランド泊地を出撃する。
途中で米軍爆撃機と小型機20数機の空襲を受け、「長波」と「高波」が損傷した。甲増援隊は深夜にタサファロング沖に到着して糧食を降ろし、傷病兵と便乗者を乗せて帰投した。
11月10日朝、第10駆逐隊司令阿部俊雄大佐が指揮する増援輸送部隊は第十一戦隊弾着観測員と陸軍兵・物資を載せてショートランド泊地を出撃した。魚雷艇を撃退し、輸送任務に成功する。第38師団の佐野忠義陸軍中将も上陸した。傷病兵を収容してガダルカナルを離れ、翌日午前中、帰投した。
この頃、ガダルカナル島の戦いは一つの山場を迎えつつあり、日本軍は第38師団の兵力を輸送船団でガダルカナル島に揚陸することにした。11月13日以降、「巻波」以下の増援部隊は輸送船11隻を護衛し、ガダルカナル島に向かった（第三次ソロモン海戦）。
だがアメリカ軍機の波状攻撃を受け輸送船6隻が沈没、「佐渡丸」が大破して駆逐艦「天霧」と「望月」に護衛されてショートランド泊地へ退避する。「巻波」も陸軍将兵多数を艦内に収容、記録では1020名となっている。
田中司令官は残存輸送船4隻と駆逐艦9隻を指揮してガ島への進撃を続行した。戦艦「霧島」と駆逐艦「綾波」を撃沈した戦艦 「ワシントン (USS Washington, BB-56) 」が損傷艦と共に戦場を去ったあと、残存輸送船4隻はガダルカナルに突入する。
11月15日未明に輸送船4隻（廣川丸、山浦丸、鬼怒川丸、山東丸）はガダルカナル島タサファンログ泊地に座礁揚陸を強行するが、アメリカ軍機と艦艇の攻撃で全滅した。輸送船団の壊滅は、南東方面の戦略に大きな影響を与えた。揚陸できたのは人員だけで、重機材や弾薬はほとんど失われた。
11月15日22時、増援部隊各艦はショートランド泊地へ戻った。ショートランドに帰投後、息つく暇も無く、日本軍側は「鼠輸送」、連合軍側は「東京急行」と呼称するドラム缶輸送に従事した。11月16日、連合軍は東部ニューギニアのブナへ上陸、情勢は緊迫の度合いを増した。外南洋部隊増援部隊の大部分はニューギニア方面への増援輸送作戦に投入され、ショートランド泊地に残っていたのは駆逐艦5隻（高波、巻波、長波、黒潮、満潮）だけだった。
11月22日（途中引返し）と11月24日午前3時、「巻波」と駆逐艦「羽風」は輸送船3隻（千早丸、神威丸、寶運丸）を護衛し、ショートランド泊地を出撃する。同日19時ニュージョージア島のムンダに到着した。11月25日午前2時30分出発、夕刻ショートランド泊地に帰投した。米潜水艦襲撃時には、「羽風」と共に応戦している。
11月30日、外南洋部隊増援部隊指揮官・田中頼三少将（第二水雷戦隊司令官、旗艦「長波」）の指揮下、駆逐艦8隻はドラム缶輸送任務のためショートランド泊地を出撃、ガダルカナル島へむかう。部隊編成は、警戒隊（長波、高波）、第一輸送隊（黒潮、親潮、陽炎、巻波）、第二輸送隊（江風、涼風）である。これをカールトン・H・ライト少将率いる第67任務部隊が迎撃、アイアンボトム・サウンドにおいて夜間水上戦闘となった（ルンガ沖夜戦）。日本側は「高波」が沈没し、清水大佐（31駆司令）が戦死。アメリカ側は重巡「ノーザンプトン (USS Northampton, CA-26) 」を喪失、重巡3隻（ミネアポリス、ペンサコーラ、ニューオーリンズ）大破という損害だった。一方でドラム缶輸送作戦自体は失敗し、外南洋部隊は第二次ドラム缶輸送作戦を行うよう指導する。本戦闘で第31駆逐隊は「長波」と「巻波」に減少した。
12月3日、田中少将の指揮下、第二次輸送作戦が実施される。
航行中、「巻波」は米軍機の空襲により損傷した。戦死者7名。投下ドラム罐1,500個のうち、回収されたのは310個だった。作戦終了後、「巻波」は修理のためラバウルに回航されている。
12月16日、駆逐艦6隻（長波、巻波、親潮、黒潮、陽炎、谷風）はニュージョージア島ムンダへの第一次第一回輸送作戦を実施した。揚陸作業中に夜間空襲を受け「陽炎」が小破した。12月21 - 22日、第17駆逐隊司令指揮下の駆逐艦4隻（谷風、浦風、巻波、陽炎）は第二回ムンダ輸送を実施した。つづいて駆逐艦4隻（江風、涼風、巻波、陽炎）をもって第二号哨戒艇を護衛、同艦をガ島に擱坐させようという12月27日のラバウル出撃は、ムンダ飛行場に進出した日本軍戦闘機隊が大損害をうけて上陸掩護の見込みがなくなり、ガダルカナルに向け航行中に中止となる。
各艦はショートランドを経てラバウルに戻った。
12月29日付で第二水雷戦隊司令官は田中頼三少将から小柳冨次少将に交代した。小柳の着任にともない田中は退隊し、外南洋部隊増援部隊指揮官も田中少将から小柳少将に交代した。

### 昭和18年前半の行動
新任の第二水雷戦隊司令官・小柳冨次少将は、旗艦を「長波」に指定した。増援部隊各艦はラバウルからショートランド泊地へ進出する。月暗期になり、鼠輸送が再開された。1943年（昭和18年）1月2日午前11時、駆逐艦10隻はショートランド泊地を出撃する。
途中の空襲で「涼風」が損傷、「電」に護衛されて避退した。水上偵察機の協力を得て魚雷艇の襲撃を撃退、他に被害を出さず輸送作戦は成功した。
1月4日～7日にかけて、駆逐艦4隻（長波、巻波、江風、荒潮）はショートランド泊地とラバウルを往復、ラバウルでドラム缶を積み込むとショートランド泊地に戻った。また駆逐艦「大潮」（第8駆逐隊司令山代勝守大佐座乗）もドラム缶を搭載してショートランドに到着、増援部隊に編入される。一方、二水戦の「長波」「陽炎」「親潮」は艦の疲弊により作戦行動が難しくなり、トラック泊地に後退することになった。
1月10日～11日にかけて、二水戦隊司令官・小柳少将は駆逐艦8隻で第六次ガダルカナル島輸送作戦を実施する。輸送作戦は、概ね成功した。揚陸中、米軍魚雷艇の攻撃で駆逐艦「初風」が大破し、僚艦に曳航されて撤退した。小柳少将は第4駆逐隊司令・有賀幸作大佐と各艦を賞賛した。
本作戦をもって小柳少将は増援部隊指揮官の職務を第十戦隊司令官に引き継ぎ、「長波」に乗艦してトラック泊地に戻った。1月11日、第六次ガダルカナル島輸送作戦を終えた駆逐艦4隻（江風、巻波、大潮、荒潮）はニューギニア方面護衛部隊に編入され、ショートランド泊地を出発してラバウルへ向かった。
1月中旬、ガダルカナル島撤退を内定していた日本海軍は、それまで手がまわらなかった北部ソロモン（ブーゲンビル島、ブカ島など）と中部ソロモン（ニュージョージア諸島、サンタイサベル島など）の防備強化に乗り出した。ガ島飛行場砲撃を目的に編制された第八聯合特別陸戦隊（司令官大田実少将）が、この方面に配備されることになった。外南洋部隊各艦はソロモン諸島の防備強化に協力、輸送船護衛や駆逐艦輸送に従事する。また東部ニューギニアの戦局も逼迫しており、並行してニューギニア方面増援輸送もおこなった。日本軍は中国大陸所在の第二十師団と第四十一師団をラバウル方面投入を決定し、この輸送作戦を「丙号輸送」と呼称、第九戦隊司令官岸福治少将が輸送部隊指揮官となった。丙一号輸送部隊（軽巡「北上」「大井」、輸送船多数）は第二十師団をニューギニア島ウェワクへ揚陸するよう命じられた。第二特別根拠地隊司令官鎌田道章少将は2隻（巻波、第34号駆潜艇）で大発動艇を搭載した陸軍輸送船2隻を護衛し、ウェワクに進出することになった。１月14日、輸送部隊はラバウルを出発、1月18日ウェワクに進出した。1月19日～23日にかけて輸送船団はウェワクに到着、丙一号輸送は損害なく完了した。
1月20日、第31駆逐隊に夕雲型7番艦「大波」が編入され、同隊は3隻（長波、巻波、大波）となった（「大波」は1月25日、トラック泊地着）。
「大波」駆逐艦長吉川潔中佐は、人見（巻波艦長）とは海軍兵学校第50期の同期である。
1月21日、輸送船団救援中の秋月型駆逐艦「秋月」（第十戦隊旗艦）が米潜水艦（ノーチラス）に雷撃されて損傷した。その際に第十戦隊司令官木村進少将が負傷したため、第二水雷戦隊司令官・小柳冨次少将は21日付で第十戦隊司令官に任命された。後任の二水戦司令官は伊崎俊二少将 である。小柳少将は1月23日に退隊してラバウルへ移動する。伊崎司令官は1月30日に着任し、軽巡「神通」に将旗を掲げた。
ガダルカナル島撤退作戦のため、連合艦隊は南東方面部隊（指揮官草鹿任一南東方面艦隊司令長官）の駆逐艦を増強、また撤退作戦における予備指揮官として第三水雷戦隊（三水戦司令部、川内、白雪）を編入した。これらの増強戦力は、ただちに南東方面部隊麾下の外南洋部隊に編入された。
1月25日、第三水雷戦隊司令官橋本信太郎少将 は駆逐艦「白雪」に乗艦してラバウルからショートランド泊地に移動し、1月27日ショートランドに到着すると「巻波」に三水戦司令官の将旗を掲げた。
1月29日のレンネル島沖海戦やガ島航空撃滅戦、ルッセル島占領を経て、日本軍はガダルカナル島撤収作戦を発動する。アメリカ軍は日本軍陽動作戦を「ガダルカナルに対する増援作戦」と判断し、ガダルカナル島地上部隊の行動が鈍った。
第一次撤収部隊の兵力部署は、ガダルカナル島エスペランス岬へ向かう第三水雷戦隊と、同島のカミンボに向かう別働隊にわかれていた。三水戦司令官指揮下のエスペランス隊は、警戒隊（三水戦旗艦〈巻波〉、一番隊〈第4駆逐隊司令・有賀幸作大佐、舞風、江風、黒潮〉、二番隊〈白雪、文月〉）、輸送隊（第十戦隊司令官・小柳冨次少将、第10駆逐隊〈風雲、巻雲、夕雲、秋雲〉、第17駆逐隊〈谷風、浦風、浜風、磯風〉）であった。第16駆逐隊司令・荘司喜一郎大佐指揮下のカミンボ隊は、第16駆逐隊（時津風、雪風）、第8駆逐隊（大潮、荒潮）、三番隊（皐月、長月）であった。
1月31日、撤収部隊はショートランド泊地を出撃するが、南東方面部隊の命令により作戦は中止された。ガダルカナル島やサボ島周辺に米水上部隊が確認されたため、日本軍基地航空隊は空襲を敢行し、駆逐艦「ド・ヘイヴン (USS De Haven, DD-469) を撃沈している（イサベル島沖海戦）。ショートランド泊地も連合国軍機に空襲されたが、撤収部隊に被害はなかった。
2月1日午前9時30分、第一次撤収部隊の駆逐艦20隻は再度ショートランド泊地を出撃した。「巻波」は第三水雷戦隊司令官・橋本信太郎少将の旗艦としてガダルカナル島に向かった。同日夕刻、撤収部隊は零戦18機の掩護下で、ヘンダーソン基地から飛来した米軍機（F4F戦闘機 17、SBD艦爆 17、TBF艦攻 7 ）と交戦する。
対空戦闘中、「巻波」の右舷に爆弾1発が命中して機関部損傷、他に至近弾による損傷もうけ、航行不能となる。36名が戦死。戦傷者多数。
十戦隊司令官・小柳冨次少将は「我今ヨリ指揮ヲ執ル」を打電、損傷した「巻波」と護衛の駆逐艦「文月」と「白雪」を残して進撃した。橋本少将は旗艦を「巻波」から「白雪」に変更し、先行部隊を追いかけてガダルカナルへ向かった。「巻波」は「文月」に曳航されて退避することになった。
「巻波」の損傷と戦線離脱後、橋本司令官は「夕雲」と「巻雲」を輸送隊から警戒隊に編入した。撤収作戦中に「巻雲」は米軍が敷設した機雷により大破、「夕雲」により自沈処分となった。その他に被害はなく、第一次撤収作戦は成功した。
山本五十六連合艦隊司令長官は小柳少将に「巻波がやられ、『我今より指揮を執る』の電報に接したときは、この先どうなるかと心配した」と語ったという。2月2日10時30分、「文月」に曳航された「巻波」はショートランドに到着した。同地で応急修理工事を実施する。ショートランド泊地からラバウルまでは、自力で撤退した。
　
ガダルカナル島撤収作戦（ケ号作戦）成功後、連合艦隊は兵力の再編を実施、「巻波」も原隊に復帰した。
2月12日、「高波」沈没時に戦死した清水第31駆逐隊司令の後任として、香川清登大佐が補職される。香川司令は、31駆司令駆逐艦を「大波」に指定する。
2月25日、夕雲型8番艦「清波」（駆逐艦長有馬時吉中佐）が第31駆逐隊に編入され、31駆は夕雲型定数4隻（第1小隊：大波、清波／第2小隊：巻波、長波）を揃えた。
巻波艦長の人見中佐、大波艦長の吉川中佐、清波艦長の有馬中佐、長波艦長の隈部伝中佐（11月25日免職）は、4人とも海軍兵学校の同期生である。
2月27日、「巻波」は輸送船を護衛してラバウルを出発した。3月2日以降はトラックで応急修理を行った。
3月29日、「巻波」の修理を舞鶴で行う事が決まる。
4月15日、「巻波」は給糧艦「間宮」と特設運送艦「総洋丸」（東洋汽船、6,081トン）を護衛してトラック泊地を出発した。2隻 と分離後、4月24日に舞鶴へ到着した。同日から9月中旬まで、「巻波」は舞鶴海軍工廠で本格的な復旧工事を実施した。

### 舞鶴での修理
1943年（昭和18年）4月24日、「巻波」は舞鶴に到着した。
損傷各艦等と共に修理に従事する。
機関部の損傷は深刻で、人見艦長は舞鶴海軍工廠で修理中の「不知火」用機関を流用するよう提案している。各方面は対応に苦慮することになった。
5月20日、駆逐艦「霞」（第四予備駆逐艦）の修理がおおむね完了した。
同日付で巻波艦長・人見豊治中佐は、「巻波」に加えて「不知火」「初春」艦長の兼務を命じられ、山名寛雄少佐（「霞」駆逐艦長）は（霞、不知火、初春）艦長兼務を解かれた。
「巻波」では、機関部修理と並行して電波探信儀（レーダー）搭載の工事を実施した。
8月になると、軽巡「長良」 と「名取」、駆逐艦「長波」、「大波」（8月12日に舞鶴到着）等も、舞鶴海軍工廠で「巻波」と共に修理に従事する。
9月10日、人見中佐は「不知火」「初春」艦長兼務を解かれ、巻波艦長のみとなる。「巻波」の修理は9月15日に完了した。第31駆逐隊の夕雲型3隻（長波、巻波、大波）は順次舞鶴を離れた。

### 戦線復帰
1943年（昭和18年）9月15日の修理完成後、「巻波」は舞鶴から上海に移動した。
日本軍は南東方面各地の防衛強化のため、支那派遣軍の隷下にあった第17師団（師団長酒井康陸軍中将）を第8方面軍に編入していた。第十七師団の第一梯団（人員5940名、車両650輌、諸物件6,800立米）をニューブリテン島ラバウルへ移動させる「丁二号輸送」が実施された。
第一潜水戦隊司令官・古宇田武郎少将（旗艦「平安丸」）を指揮官とする丁二号輸送船団が編成された。
輸送船団は、駆逐艦3隻（巻波、山雲、響）、水上機母艦「秋津洲」（旅団長乗艦）、特設巡洋艦3隻（平安丸、護国丸、清澄丸）であった。
9月24日、丁二号輸送船団は上海を出発した。
10月2日、丁二号輸送船団はトラック着、即日出発する。
10月5日、丁二号輸送船団は損害なくラバウルに進出し、陸軍将兵や輸送物件を揚陸する。翌日、ラバウルを出発した。航行中に空襲をうけ「清澄丸」が至近弾で戦死1名を出したが、他艦に異状はなかった。
輸送船団は10月9日にトラックに帰投して任務を終了、解散した。ラバウルに上陸した第17師団は、ニューブリテン島各地に配備された。
10月10日、「巻波」以下の第二水雷戦隊は戦技訓練をおこなう。
翌日、「長波」と「涼風」は第五戦隊（妙高、羽黒）を護衛してトラックを出発、ラバウルに向かった。
10月中旬以降、トラック泊地に残った巻波以下の二水戦各艦は、第三艦隊（司令長官小沢治三郎中将）と行動をともにしてエニウェトク環礁に進出した。アメリカ海軍機動部隊出現の兆候があった為の措置だが、空振りであった。
10月28日、ブーゲンビル諸島の情勢緊迫にともない連合艦隊は「ろ号作戦」を発動した。
11月1日、連合軍はラバウルに対する攻勢を強化するべく、ブーゲンビル島に新規飛行場を建設するため上陸作戦を敢行した（ブーゲンビル島の戦い）。この脅威に対処するため、連合艦隊はトラック泊地に待機している第二艦隊や第三艦隊（機動部隊）の艦艇をラバウル方面に派遣する。
また第二艦隊・第三艦隊の一部艦艇・部隊をもって、第一航空戦隊の基地員や物件を輸送することになった。輸送任務終了後、これらの艦艇は南東方面部隊（南東方面艦隊）に編入されることになった。
11月3日、「巻波」は輸送任務のためトラック泊地を出撃、11月5日にカビエン着後はラバウルに回航された。
この時、ラバウルでは第38任務部隊の空母「サラトガ (USS Saratoga, CV-3) 」と「プリンストン (USS Princeton, CVL-23) 」より発進した攻撃隊により、第二艦隊司令長官・栗田健男中将指揮下の重巡洋艦部隊（遊撃部隊）が大損害を受けていた。
ラバウル到着後の「巻波」は第十戦隊（司令官大杉守一少将）の指揮下に入り、ブーゲンビル島タロキナ輸送に、支援隊として参加した。
11月7日にラバウルへ帰投、他方面の輸送任務についていた各艦（夕張、水無月、時雨）も同港に帰投した。
11月11日、ラバウルは再び大規模空襲を受ける。第二水雷戦隊は駆逐艦「涼波」（第32駆逐隊）を喪失する。
ほかに「長波」が大破・航行不能という損害を出した。
航行不能となった「長波」を「大波」が曳航しようとしたが、ワイヤーがスクリューに絡まったため、「長波」の曳航は「巻波」が担当する。
同日夕刻、第二水雷戦隊・第十戦隊各艦はラバウルを出発、トラック泊地へむかった。二水戦の「時雨」と「白露」も既にトラック泊地へ帰投しており、ラバウルに残る第二水雷戦隊は第31駆逐隊（大波、巻波、長波〈航行不能状態〉）となった。
南東方面部隊（南東方面艦隊）は麾下の外南洋部隊（第八艦隊）連合襲撃部隊を解消し、第二襲撃部隊を「襲撃部隊」と改称した。襲撃部隊の指揮官は第三水雷戦隊司令官・伊集院松治少将が務める。11月20日時点の襲撃部隊は、軽巡「夕張」、駆逐艦（大波、巻波、天霧、文月、皐月、水無月、卯月、夕凪、秋風、夕霧）という兵力であったが、護衛任務や修理のためラバウル不在の艦もあった。
11月19日～20日にかけて、「夕張」艦長・舟木守衛大佐の指揮下、襲撃部隊2隻（夕張、巻波）はニューブリテン島北方のガロベ島輸送作戦を実施した。

### セント・ジョージ岬沖海戦
日本軍はアメリカ軍の次の目標をブーゲンビル島北西のブカ島とにらみ、戦力強化のため第十七師団の一部をラバウルより輸送することとなった。
1943年（昭和18年）11月21日、第31駆逐隊司令を指揮官とする第一回輸送部隊はラバウルを出撃する。輸送部隊は警戒隊（大波、巻波）と、第11駆逐隊司令山代勝守大佐指揮下の輸送部隊（天霧、夕霧、卯月）という編成だった。11月22日ブカ島に到着した。第一次輸送は、妨害を受けることなく成功した。
11月24日、第三水雷戦隊司令官・伊集院少将の指揮下、第31駆逐隊司令・香川清登大佐ひきいる日本軍駆逐艦部隊5隻は、ふたたびブカ島への第二次輸送作戦を実施する。前回と同様、輸送隊（指揮官第11駆逐隊司令：天霧、夕霧、卯月）、警戒隊（指揮官第31駆逐隊司令：大波、巻波）という編成であった。13時30分、ラバウルを出撃した。魚雷艇9隻と交戦して撃退（米軍側に被害なし）。輸送隊はブカ島に兵員と物資を陸揚げし、代わりにラバウルに引き上げる海軍の航空要員600名を乗せて、22時45分にブカ島を離れた。
ラバウルに向けて航行中の11月25日午前0時、日本軍輸送部隊はニューアイルランド島セント・ジョージ岬東方海上でアーレイ・バーク大佐率いる第23駆逐部隊（フレッチャー級駆逐艦5隻）にレーダー（SG1型水上レーダー）で捕捉される。輸送隊に先行していた第31駆逐隊（二二号水上見張用レーダー装備）は、先制魚雷攻撃を受けた（セント・ジョージ岬沖海戦）。米軍士官は「駆逐艦士官の夢が実現したような理想的な奇襲作戦だった」と記録している。日本側は巡洋艦戦隊・駆逐艦戦隊・魚雷艇部隊に襲撃されたと判断している。被雷した「大波」は轟沈。第31駆逐隊司令・香川大佐と大波駆逐艦長・吉川中佐は戦死した。
「巻波」は魚雷の命中により左側に20度傾斜する。やがて接近してきたアメリカ駆逐艦「コンヴァース (USS Converse, DD-509) 」および「スペンス (USS Spence, DD-512) 」からの砲雷撃を受けた。「巻波」が何とか発射した反撃の魚雷1本は「コンバース」に命中したが、爆発しなかった。「コンバースから」の魚雷5本を含めて乱打された「巻波」は未明1時ごろに沈没していった。艦長・人見中佐を含め幹部と殆どの乗組員が戦死（約220名）。
生存者はカッターに乗り移り、ラバウル南西45海里地点に漂着、帰還する事ができた。他に、米軍駆逐隊に追撃・捕捉された「夕霧」も沈没する。輸送隊の「天霧」と「卯月」のみ生還した。
1944年（昭和19年）2月10日、「巻波」と「大波」は帝国駆逐艦籍、夕雲型駆逐艦 のそれぞれから除籍された。

## 歴代艦長
艤装員長
1. 人見豊治 中佐：1942年6月30日[55] - 1942年8月18日[65]

駆逐艦長
1. 人見豊治 中佐：1942年8月18日[65] - 1943年11月24日 戦死認定、同日付任海軍大佐[374]